# Eleccions generals japoneses de 2017
Les 48es eleccions generals del Japó es van realitzar el diumenge 22 d'octubre de 2017 i s'hi van elegir tots els escons de la Cambra de Representants del Japó, qui designa al Primer ministre del Japó. En aquestes eleccions, en Shinzō Abe, actual Primer Ministre, revalidà el seu càrrec per 4 anys més.
Fou la primera vegada des de 1953 que un Primer Ministre guanyava les eleccions tres vegades seguides i fou el primer lider del PLD en fer-ho.
Degut al mal oratge provocat pel tifó Lan, la participació fou baixa tot i que millorà en un 1 punt les dades de participació de les darreres eleccions.

## Antecedents
El principal partit de l'oposició, el Partit Democràtic (Minshutō), mirant cap a les Eleccions japoneses a la Cambra de Representants de 2016, es fusionà amb el Partit de la innovació en març del 2016, formant així el Partit Democràtic (Minshintō), amb la intenció de fer de rival del Partit Liberal Democràtic (PLD), del Primer Ministre Abe. No obstant això, el PD patí una derrota i el PDL va eixir reforçat.
En gener de 2017, la Governadora de Tòquio i antiga membre del PLD, na Yuriko Koike, creà el partit d'àmbit prefectural Tomin First no Kai per a rivalitzar amb el PLD a les Eleccions prefecturals de Tòquio del 2017. El PLD va patir una davallada considerable degut als nombrosos casos de corrupció del partit que involucraben el govern del Primer Ministre Abe, fent així, que el partit de na Koike guanyara les eleccions prefecturals. Després, altre escàndol del govern derivà en la renúncia de la Ministra de Defensa, na Tomomi Inada, després que es demostrés que les Forces d'Autodefensa del Japó havien participat en un combat a Sudan del Sud. També l'opositor Partit Democràtic patí la renúncia dels seus principals líders i personalitats del partit.
El gabinet d'Abe va considerar des de mitjans de setembre fer un avançament de les eleccions generals, en part degut a la crisi amb Corea del Nord. Amb l'esperança de renovar els exits dels comicis prefecturals, na Yuriko Koike fundà el 25 de setembre el Partit de l'Esperança (Kibō no Tō). Poques hores després, el Primer Ministre Abe cridà a eleccions. Mentrestant, el líder del Partit Democràtic, en Seiji Maehara, decidí unir foreces amb el partit de na Koike. La decisió d'en Maehara fou criticada per la branca liberal del partit, fent així que na Koike es negara a que la branca liberal del Partit Democràtic concorreguera amb el Partit de l'Esperança. El Vicepresident del Partit Democràtic, en Yukio Edano, fundà amb aquesta branca el Partit Constitucional Democràtic del Japó (PDC), el 2 d'octubre de 2017. Els partits opositors declararen que la imprevista convocatòria d'eleccions per part del Primer Minitre obeïa únicament a un intent d'ocultar els casos de corrupció del seu govern.
Tant la coalició del Primer Ministre Abe (PLD i Kōmeitō) com la coalició de na Koike (Partit de l'Esperança i Nippon Ishin no Kai) són d'ideologia conservadora, però la seua posició front els impostos al consum (el qual Abe vol incrementar) difereixen. El PLD sosté que els diners d'aquests impostos aniran a l'educació dels infants, mentres que el Partit de l'Esprança defén que no s'incrementen. Tot i això, Koike anuncià el 8 d'octubre que està oberta a fer una gran coalició amb el PLD.
També es va formar una tercera "coalició" o "bloc", de caràcter progressista, pel Partit Comunista Japonés, el Partit Constitucional Democràtic i el Partit Socialdemòcrata. Entre els seus objectius es troba l'oposició frontal a la reforma de l'article 9 de la Constitució Japonesa, que prohibeix actes bèl·lics per part de l'estat japonés i l'oposició a la nova política de seguretat nacional.

## Sistema electoral
El Japó és un país es regeix pel sistema de Westminster de govern parlamentari. La Dieta del Japó està composta per dues cambres electives, que són la Cambra de Consellers i la Cambra de Representants. Segons la Constitució del Japó, tot i que ambdues cambres comparteixen el poder legislatiu, la Cambra de Representants preval sobre les resolucions de la Cambra de Consellers en alguns punts, inclòs el nomenament del Primer Ministre. A més, només la Cambra de Representants té dret a aprovar una moció de censura al Gabinet.
Els membres de la Cambra de Representants son elegits per un mandat de quatre anys, però el Gabinet pot dissoldre-la en qualsevol moment. El nombre d'escons a la Cambra de Representants no es defineix a la Constitució del Japó sinó a la "Llei d'eleccions de càrrecs públics", que es modifica periòdicament. Per a les eleccions generals de 2017 el nombre va variar respecte les eleccions generals japoneses de 2014 per la revisió de la llei electoral que va entrar en vigor el juliol de 2017, i s'escollien 465 diputats mitjançant un sistema de vot paral·lel, en el què 289 van ser elegits de districtes uninominals per escrutini uninominal majoritari, i 176 van ser elegits per representació proporcional amb llista de partit en 11 circumscripcions electorals.

## Candidatures i coalicions

### Coalició de govern
- El Partit Liberal Democràtic (PLD) és el partit d'ideologia conservadora liderat pel Primer Ministre Shinzō Abe, al poder des de 2012. El PLD disposa d'una majoria de dos terços amb el seu company de coalició, el Kōmeitō. El partit defensa l'increment de l'impost al consum i la reforma de l'article 9 de la Constitució Japonesa.
- El Kōmeitō, partit que es declara d'inspiració budista. Liderat per en Natsuo Yamaguchi, aquesta formació és el soci minoritari de la coalició de govern que permet el govern del PLD. És considerat com un partit socialconservador relacionat amb la secta budista Soka Gakkai.

### Coalició Koike
- El Partit de l'Esperança és un nou partit conservador reformista creat per la Governadora de Tòquio, na Yuriko Koike. El partit està integrat per antics membres del PLD i membres de la branca conservadora del Partit Democràtic. El partit ha promés congelar l'increment dels impostos al consum i la reforma de l'article 9 de la Constitució Japonesa.
- Nippon Ishin no Kai, abans conegut amb el nom de Iniciatives des d'Osaka, és un partit amb seu a la regió de Kansai, liderat pel Governador de la Prefectura d'Osaka, n'Ichirō Matsui. Es va crear com una escissió del Partit de la Innovació en 2015. Ideologicament són propers al Partit de l'Esperança, havent acordat col·laborar en les eleccions.

### Coalició Pacifista
- El Partit Comunista Japonés (PCJ) és un partit de tendència esquerrana, que en les eleccions generals de 2014 aconseguiren ser el segon partit de l'oposició amb 21 escons en la Cambra de Representants. El partit defensa una política pacifista respecte la proposta de reforma de l'article 9 de la Constitució Japonesa, negant-se a la seua reforma. El partit integra amb el Partit Constitucional Democràtic del Japó i el Partit Socialdemòcrata la coalició o "bloc" pacifista.
- El Partit Constitucional Democràtic del Japó (PCD) és un nou partit de centre-esquerra, liberal i progressista creat per en Yukio Edano el 2 d'octubre de 2017, per la branca liberal del Partit Democràtic. El partit s'oposa a l'ús i desenvolupament de l'energia nuclear al Japó, així com a la reforma de la constitució i a les polítiques governamentals de seguretat nacional.
- El Partit Socialdemòcrata (PSD) és un partit de centre-esquerra d'ideologia socialdemòcrata liderat per Tadatomo Yoshida, actualment disposa de 2 escons a la Cambra de Representants. El partit s'oposa a la reforma constitucional i te altres punts ideologics i de programa en comú amb els altres partits que formen la "Coalició Pacifista".

### Altres partits
- El Partit pel Cor del Japó (PJK), abans conegut amb el nom de Partit de les Futures Generacions, és un partit el qual no disposa actualment d'escons a la Cambra de Representants perquè els seus dos membres a la cambra baixa van unir-se al PLD en 2015. Està liderat per en Masashi Nakano després que l'antiga lider, na Kyoko Nakayama abandonara el partit per unir-se al Partit de l'Esperança en setembre i donara suport al gabinet del Primer Ministre de Abe. El partit fou creat per la branca d'extrema dreta i nacionalista liderada per Shintaro Ishihara, que s'escindí del Partit de la Restauració del Japó el 2014.

## Candidats per partit
Font：
|                                                              | Total | Districte uninominal | Proporcional | (Proporcional solitari) | (Duplicat) | (Abans de la publicació) |
| ------------------------------------------------------------ | ----- | -------------------- | ------------ | ----------------------- | ---------- | ------------------------ |
| Partit Liberal Democràtic                                    | 332   | 277                  | 313          | 55                      | 258        | 284                      |
| Partit de l'Esperança                                        | 235   | 198                  | 234          | 37                      | 197        | 57                       |
| Kōmeitō                                                      | 53    | 9                    | 44           | 44                      | 0          | 35                       |
| Partit Comunista Japonés                                     | 243   | 206                  | 65           | 37                      | 28         | 21                       |
| Partit Constitucional Democràtic del Japó                    | 78    | 63                   | 77           | 15                      | 62         | 15                       |
| Nippon Ishin no Kai                                          | 52    | 47                   | 52           | 5                       | 47         | 14                       |
| Partit Socialdemòcrata                                       | 21    | 19                   | 21           | 2                       | 19         | 2                        |
| Partit pel Cor del Japó                                      | 2     | 0                    | 2            | 2                       | 0          | 0                        |
| Partit de la Realització de la Felicitat                     | 76    | 35                   | 41           | 41                      | 0          | 0                        |
| Nou Partit Daichi                                            | 2     | 0                    | 2            | 2                       | 0          | 0                        |
| Shiji Seitō Nashi                                            | 4     | 0                    | 4            | 4                       | 0          | 0                        |
| Partit de la Comunitat Econòmica Mundial                     | 1     | 1                    | 0            | 0                       | 0          | 0                        |
| Katsuko Inumaru i el Partit Republicà                        | 1     | 1                    | 0            | 0                       | 0          | 0                        |
| Partit per a l'Innovació de l'Administració de les Ciutats   | 1     | 1                    | 0            | 0                       | 0          | 0                        |
| Partit per l'Obtenció de la Compensació dels Zero Membres    | 1     | 1                    | 0            | 0                       | 0          | 0                        |
| Nou Partit de l'Article 9 de la Constitució                  | 1     | 1                    | 0            | 0                       | 0          | 0                        |
| Partit del Just                                              | 1     | 1                    | 0            | 0                       | 0          | 0                        |
| Partit Laborista amb l'Objectiu d'Alliberar la Mà d'Obra     | 1     | 1                    | 0            | 0                       | 0          | 0                        |
| Partit per fer de la Prefectura de Nagano la millor del Japó | 1     | 1                    | 0            | 0                       | 0          | 0                        |
| Nou Partit del Japó                                          | 1     | 1                    | 0            | 0                       | 0          | 0                        |
| Independents                                                 | 73    | 73                   | 0            | 0                       | 0          | 44                       |
| Total                                                        | 1180  | 936                  | 855          | 244                     | 611        | 472                      |

## Resultats
| Eleccions generals japoneses de 2017 | Eleccions generals japoneses de 2017     | Eleccions generals japoneses de 2017            | Eleccions generals japoneses de 2017 | Eleccions generals japoneses de 2017 | Eleccions generals japoneses de 2017 | Eleccions generals japoneses de 2017 | Eleccions generals japoneses de 2017 | Eleccions generals japoneses de 2017 | Eleccions generals japoneses de 2017 | Eleccions generals japoneses de 2017 | Eleccions generals japoneses de 2017 | Eleccions generals japoneses de 2017 | Eleccions generals japoneses de 2017 | Eleccions generals japoneses de 2017 |
| ------------------------------------ | ---------------------------------------- | ----------------------------------------------- | ------------------------------------ | ------------------------------------ | ------------------------------------ | ------------------------------------ | ------------------------------------ | ------------------------------------ | ------------------------------------ | ------------------------------------ | ------------------------------------ | ------------------------------------ | ------------------------------------ | ------------------------------------ |
|                                      |                                          |                                                 |                                      |                                      |                                      |                                      |                                      |                                      |                                      |                                      |                                      |                                      |                                      |                                      |
| Partits                              | Partits                                  | Partits                                         | Circumscripció                       | Circumscripció                       | Circumscripció                       | Circumscripció                       | Bloc                                 | Bloc                                 | Bloc                                 | Bloc                                 | Total                                | Total                                | Total                                | Total                                |
| Partits                              | Partits                                  | Partits                                         | Vots                                 | %                                    | ±pp                                  | Escons                               | Vots                                 | %                                    | ±pp                                  | Escons                               | Escons                               | ±                                    | %                                    | ±pp                                  |
|                                      |                                          | Partit Liberal Democràtic (PLD)                 | 26.719.032                           | 48,21                                | 0,11                                 | 218                                  | 18.555.717                           | 33,28                                | 0,17                                 | 66                                   | 284                                  | =0                                   | 61,08                                | 0,02                                 |
|                                      | Kōmeitō                                  | 832.453                                         | 1,50                                 | 0,05                                 | 8                                    | 6.977.712                            | 12,51                                | 1,20                                 | 21                                   | 29                                   | 5                                    | 6,24                                 | 0,92                                 |                                      |
| Coalició de govern                   | Coalició de govern                       | Coalició de govern                              | 27.551.485                           | 49,71                                | 0,17                                 | 226                                  | 25.533.429                           | 45,79                                | 1,03                                 | 87                                   | 313                                  | 5                                    | 67,31                                | 0,90                                 |
|                                      |                                          | Partit Constitucional Democràtic del Japó (PDC) | 4.852.097                            | 8,75                                 | Nou                                  | 18                                   | 11.084.890                           | 19,88                                | Nou                                  | 37                                   | 55                                   | 40                                   | 11,83                                | 6,66                                 |
|                                      | Partit Comunista Japonés (PCJ)           | 4.998.932                                       | 9,02                                 | 4,28                                 | 1                                    | 4.404.081                            | 7,90                                 | 3,47                                 | 11                                   | 12                                   | 9                                    | 2,58                                 | 1,84                                 |                                      |
|                                      | Partit Socialdemòcrata (PSD)             | 634.719                                         | 1,15                                 | 0,36                                 | 1                                    | 941.324                              | 1,69                                 | 0,77                                 | 1                                    | 2                                    | =0                                   | 0,43                                 | 0,01                                 |                                      |
| Coalició pacifista                   | Coalició pacifista                       | Coalició pacifista                              | 10.485.748                           | 18,92                                | –                                    | 20                                   | 16.430.295                           | 29,47                                | –                                    | 49                                   | 69                                   | 31                                   | 14,84                                | 6,84                                 |
|                                      |                                          | Partit de l'Esperança                           | 11.437.601                           | 20,64                                | Nou                                  | 18                                   | 9.677.524                            | 17,36                                | Nou                                  | 32                                   | 50                                   | 7                                    | 10,75                                | 1,25                                 |
|                                      | Nippon Ishin no Kai                      | 1.765.053                                       | 3,18                                 | 4,98                                 | 3                                    | 3.387.097                            | 6,07                                 | 9,65                                 | 8                                    | 11                                   | 3                                    | 2,37                                 | 0,58                                 |                                      |
| Coalició Koike                       | Coalició Koike                           | Coalició Koike                                  | 13.202.654                           | 23,82                                | –                                    | 21                                   | 13.064.621                           | 23,43                                | –                                    | 40                                   | 61                                   | 10                                   | 13,12                                | 1,83                                 |
|                                      | Partit de la Realització de la Felicitat | Partit de la Realització de la Felicitat        | 159.171                              | 0,29                                 | –                                    | 0                                    | 292.084                              | 0,52                                 | 0,03                                 | 0                                    | 0                                    | =0                                   | 0,00                                 | =0,00                                |
|                                      | Nou Partit Daichi                        | Nou Partit Daichi                               | –                                    | –                                    | –                                    | –                                    | 226.552                              | 0,41                                 | –                                    | 0                                    | 0                                    | =0                                   | 0,00                                 | =0,00                                |
|                                      | Shiji Seitō Nashi                        | Shiji Seitō Nashi                               | –                                    | –                                    | –                                    | –                                    | 125.019                              | 0,22                                 | 0,02                                 | 0                                    | 0                                    | =0                                   | 0,00                                 | =0,00                                |
|                                      | Partit pel Cor del Japó                  | Partit pel Cor del Japó                         | –                                    | –                                    | –                                    | –                                    | 85.552                               | 0,15                                 | 2,50                                 | 0                                    | 0                                    | =0                                   | 0,00                                 | =0,00                                |
|                                      | Altres                                   | Altres                                          | 52.080                               | 0,03                                 | –                                    | 0                                    | –                                    | –                                    | –                                    | –                                    | 0                                    | =0                                   | 0,00                                 | =0,00                                |
|                                      | Independents                             | Independents                                    | 3.970.946                            | 7,16                                 | 4,31                                 | 22                                   | –                                    | –                                    | –                                    | –                                    | 22                                   | 16                                   | 4,73                                 | 3,48                                 |
| Total                                | Total                                    | Total                                           | 55.422.087                           | 100,00                               | –                                    | 289                                  | 55.757.552                           | 100,00                               | –                                    | 176                                  | 465                                  | -                                    | 100,00                               | –                                    |

## Reaccions post-eleccions
El fet que el Partit Democràtic Constitucional sobrepassés al Partit de l'Esperança en nombre d'escons i es convertira en el primer partit de l'oposició fou un sucés sorprenent. Això pot presentar una potencial dificultat per a la coalició governant a l'hora de presentar la seua reforma de l'article 9 de la Constitució japonesa, una de les grans promeses de les eleccions recolzada per na Koike però rebutjada per la Coalició Pacifista. Amb una super-majoria a la cambra baixa i alta, la coalició de govern espera poder aprovar les seues polítiques sense molta resistència. En una roda de premsa després de les eleccions, el Primer Ministre Abe es mostrà optimista, remarcant que aquesta era la primera vegada que el Partit Liberal Democràtic guanyava tres vegades seguides amb un mateix lider.

## Conseqüències
El quart gabinet Abe va governar el Japó sota el lideratge del primer ministre Shinzō Abe des de novembre de 2017 amb una coalició entre el Partit Liberal Democràtic i el Komeito controlant tant la cambra alta com la baixa de la Dieta Nacional.